# فرنتس موهاچی
فرنتس موهاچی (مجاری: Mohácsi Ferenc؛ زادهٔ ۲۵ اکتبر ۱۹۲۹) قایقران کانو اهل مجارستان است.